# Irlande-Nouvelle-Zélande en rugby à XV
Cet article retrace les confrontations entre l'équipe d'Irlande et l'équipe de Nouvelle-Zélande en rugby à XV. Les deux équipes se sont affrontées à trente-huit reprises dont trois fois en Coupe du monde. Les Néo-Zélandais ont remporté trente-deux rencontres pour un match nul et cinq victoires irlandaises.

## Historique
Les affrontements sont très espacés jusqu'en 1987. L'avènement de la Coupe du monde rend fréquentes les confrontations entre l'hémisphère Nord et Sud, généralement en juin ou en novembre. 
Après vingt-huit matchs sans victoire, l'Irlande bat les All Blacks pour la première fois à Chicago lors d'un test match le 5 novembre 2016. Cette victoire irlandaise met fin à la série record de 18 victoires consécutives de l'équipe néo-zélandaise dirigée par Steve Hansen.

## Confrontations
Voici le détail intégral des confrontations entre la Nouvelle-Zélande et l'Irlande. 
| No | Date              | Lieu                                           | Match                      | Score   | Compétition                      |
| -- | ----------------- | ---------------------------------------------- | -------------------------- | ------- | -------------------------------- |
| 1  | 25 novembre 1905  | Lansdowne Road, Dublin Irlande                 | Irlande – Nouvelle-Zélande | 0 – 15  | Test match                       |
| 2  | 1er novembre 1924 | Lansdowne Road, Dublin État libre d'Irlande    | Irlande – Nouvelle-Zélande | 0 – 6   | Test match                       |
| 3  | 7 décembre 1935   | Lansdowne Road, Dublin État libre d'Irlande    | Irlande – Nouvelle-Zélande | 9 – 17  | Test match                       |
| 4  | 9 janvier 1954    | Lansdowne Road, Dublin Irlande                 | Irlande – Nouvelle-Zélande | 3 – 14  | Test match                       |
| 5  | 7 décembre 1963   | Lansdowne Road, Dublin Irlande                 | Irlande – Nouvelle-Zélande | 5 – 6   | Test match                       |
| 6  | 20 janvier 1973   | Lansdowne Road, Dublin Irlande                 | Irlande – Nouvelle-Zélande | 10 – 10 | Test match                       |
| 7  | 23 novembre 1974  | Lansdowne Road, Dublin Irlande                 | Irlande – Nouvelle-Zélande | 6 – 15  | Test match                       |
| 8  | 5 juin 1976       | Eden Park, Auckland Nouvelle-Zélande           | Nouvelle-Zélande – Irlande | 11 – 3  | Test match                       |
| 9  | 4 novembre 1978   | Lansdowne Road, Dublin Irlande                 | Irlande – Nouvelle-Zélande | 6 – 10  | Test match                       |
| 10 | 18 novembre 1989  | Lansdowne Road, Dublin Irlande                 | Irlande – Nouvelle-Zélande | 6 – 23  | Test match                       |
| 11 | 30 mai 1992       | Carisbrook, Dunedin Nouvelle-Zélande           | Nouvelle-Zélande – Irlande | 24 – 21 | Test match                       |
| 12 | 6 juin 1992       | Athletic Park, Wellington Nouvelle-Zélande     | Nouvelle-Zélande – Irlande | 59 – 6  | Test match                       |
| 13 | 27 mai 1995       | Ellis Park, Johannesburg, Afrique du Sud       | Nouvelle-Zélande – Irlande | 43 – 19 | Coupe du monde (poule C)         |
| 14 | 15 novembre 1997  | Lansdowne Road, Dublin Irlande                 | Irlande – Nouvelle-Zélande | 15 – 63 | Test match                       |
| 15 | 17 novembre 2001  | Lansdowne Road, Dublin Irlande                 | Irlande – Nouvelle-Zélande | 29 – 40 | Test match                       |
| 16 | 15 juin 2002      | Carisbrook, Dunedin Nouvelle-Zélande           | Nouvelle-Zélande – Irlande | 15 – 6  | Test match                       |
| 17 | 22 juin 2002      | Eden Park, Auckland Nouvelle-Zélande           | Nouvelle-Zélande – Irlande | 40 – 8  | Test match                       |
| 18 | 15 novembre 2005  | Lansdowne Road, Dublin Irlande                 | Irlande – Nouvelle-Zélande | 7 – 45  | Test match                       |
| 19 | 10 juin 2006      | Waikato Stadium, Hamilton Nouvelle-Zélande     | Nouvelle-Zélande – Irlande | 34 – 23 | Test match                       |
| 20 | 17 juin 2006      | Eden Park, Auckland Nouvelle-Zélande           | Nouvelle-Zélande – Irlande | 27 – 17 | Test match                       |
| 21 | 7 juin 2008       | Westpac Stadium, Wellington Nouvelle-Zélande   | Nouvelle-Zélande – Irlande | 21 – 11 | Test match                       |
| 22 | 15 novembre 2008  | Croke Park, Dublin Irlande                     | Irlande – Nouvelle-Zélande | 3 – 22  | Test match                       |
| 23 | 12 juin 2010      | Yarrow Stadium, New Plymouth Nouvelle-Zélande  | Nouvelle-Zélande – Irlande | 66 – 28 | Test match                       |
| 24 | 20 novembre 2010  | Aviva Stadium, Dublin Irlande                  | Irlande – Nouvelle-Zélande | 18 – 38 | Test match                       |
| 25 | 9 juin 2012       | Eden Park, Auckland Nouvelle-Zélande           | Nouvelle-Zélande – Irlande | 42 – 10 | Test match                       |
| 26 | 16 juin 2012      | AMI Stadium, Christchurch Nouvelle-Zélande     | Nouvelle-Zélande – Irlande | 22 – 19 | Test match                       |
| 27 | 23 juin 2012      | Waikato Stadium, Hamilton Nouvelle-Zélande     | Nouvelle-Zélande – Irlande | 60 – 0  | Test match                       |
| 28 | 24 novembre 2013  | Aviva Stadium, Dublin Irlande                  | Irlande – Nouvelle-Zélande | 22 – 24 | Test match                       |
| 29 | 5 novembre 2016   | Soldier Field, Chicago États-Unis              | Irlande – Nouvelle-Zélande | 40 – 29 | Test match                       |
| 30 | 19 novembre 2016  | Aviva Stadium, Dublin Irlande                  | Irlande – Nouvelle-Zélande | 9 – 21  | Test match                       |
| 31 | 17 novembre 2018  | Aviva Stadium, Dublin Irlande                  | Irlande – Nouvelle-Zélande | 16 – 9  | Test match                       |
| 32 | 19 octobre 2019   | Oita Stadium, Oita, Japon                      | Nouvelle-Zélande – Irlande | 46 – 14 | Coupe du monde (quart de finale) |
| 33 | 13 novembre 2021  | Aviva Stadium, Dublin Irlande                  | Irlande – Nouvelle-Zélande | 29 – 20 | Test match                       |
| 34 | 2 juillet 2022    | Eden Park, Auckland Nouvelle-Zélande           | Nouvelle-Zélande – Irlande | 42 – 19 | Test match                       |
| 35 | 9 juillet 2022    | Forsyth Barr Stadium, Dunedin Nouvelle-Zélande | Nouvelle-Zélande – Irlande | 12 – 23 | Test match                       |
| 36 | 16 juillet 2022   | Westpac Stadium, Wellington Nouvelle-Zélande   | Nouvelle-Zélande – Irlande | 22 – 32 | Test match                       |
| 37 | 14 octobre 2023   | Stade de France, Saint-Denis France            | Irlande – Nouvelle-Zélande | 24 – 28 | Coupe du monde (quart de finale) |
| 38 | 8 novembre 2024   | Aviva Stadium, Dublin Irlande                  | Irlande – Nouvelle-Zélande | 13 – 23 | Test match                       |

## Bilan
|                                   | Irlande                  | Nouvelle-Zélande         |
| --------------------------------- | ------------------------ | ------------------------ |
| Victoires                         | 5                        | 32                       |
| Nuls                              | 1                        | 1                        |
| Points                            | 411                      | 922                      |
| Essais                            | 42                       | 115                      |
| Meilleur réalisateur              | Ronan O'Gara (38 pts)    | Dan Carter (87 pts)      |
| Meilleur réalisateur sur un match | David Humphreys (14 pts) | Andrew Mehrtens (33 pts) |

### Première victoire irlandaise
(mt : 25 - 8)  
Points marqués : 
- Irlande : 5 essais de Murphy (10e), Stander (17e), Murray (34e), Zebo (48e), Henshaw (76e) ; 3 transformations de Sexton (11e, 35e), Carbery (77e); 3 pénalités de Sexton (4e, 24e), Murray (59e) *Nouvelle-Zélande : 4 essais de Moala (5e), Perenara (52e) B.Smith (56e), S.Barrett (63e); 3 transformations de B.Barrett (6e, 53e, 64e) ; 1 pénalité de B.Barrett (31e)

Évolution du score : 3-0, 3-5, 10-5, 15-5, 15-8, 18-8, 25-8, mi-temps, 30-8, 30-15, 30-22, 33-22, 33-29, 40-29 
Arbitre :  Mathieu Raynal